# Delta 0100
Delta 0100 – seria amerykańskich rakiet nośnych z rodziny Delta, a także pierwsza wykorzystująca wprowadzony w 1968 4-cyfrowy system oznakowania danego modelu rakiety. Konstrukcyjnie zbliżona do Delty M, w odróżnieniu od niej mogła startować maksymalnie z dziewięcioma silnikami pomocniczymi Castor 2. Na 5 startów aż 4 zakończyły się pomyślnie.

## System oznakowania
- Pierwsza cyfra (model członu pierwszego oraz silników pomocniczych):
  - 0: Thor LT (silnik MB-3-3) jako st. główny, Castor 2 jako pomocniczy
- Druga cyfra (liczba silników pomocniczych):
  - 3: trzy silniki
  - 9: dziewięć silników
- Trzecia cyfra (model drugiego stopnia rakiety):
  - 0: Delta-F (silnik AJ-10-118F)
- Czwarta cyfra (model trzeciego stopnia rakiety):
  - 0: brak członu trzeciego

## Starty
1. 23 lipca 1972, 18:06 GMT; konfiguracja 0900; s/n Delta 89; miejsce startu: Vandenberg Air Force Base (SLC-2W), USA
Ładunek: Landsat 1; Uwagi: start udany
2. 15 października 1972, 17:17 GMT; konfiguracja 0300; s/n Delta 91; miejsce startu: Vandenberg Air Force Base (SLC-2W), USA
Ładunek: NOAA 2, Oscar 6; Uwagi: start udany
3. 11 grudnia 1972, 07:56 GMT; konfiguracja 0900: s/n Delta 93; miejsce startu: Vandenberg Air Force Base (SLC-2W), USA
Ładunek: Nimbus 5; Uwagi: start udany
4. 16 lipca 1973, 17:10 GMT; konfiguracja 0300; s/n Delta 96; miejsce startu: Vandenberg Air Force Base (SLC-2W), USA
Ładunek: ITOS E; Uwagi: start nieudany − awaria sterowania 2. stopniem, satelita spłonął w atmosferze
5. 6 listopada 1973, 14:02 GMT; konfiguracja 0300; s/n Delta 98; miejsce startu: Vandenberg Air Force Base (SLC-2W), USA
Ładunek: NOAA 3; Uwagi: start udany